# Speiserella molossa
Speiserella molossa är en tvåvingeart som först beskrevs av Enrico Hillyer Giglioli 1864.  Speiserella molossa ingår i släktet Speiserella och familjen lusflugor. Inga underarter finns listade i Catalogue of Life.